# Quelques mots sur la non-intervention

Quelques mots sur la non-intervention est un court essai du philosophe, homme politique et économiste anglais John Stuart Mill. Il est paru dans Fraser's Magazine en 1859 dans le contexte de la construction du canal de Suez et de la guerre de Crimée. L'essai répond à la question des circonstances qui autorisent un État à s'ingérer dans les affaires intérieures d'un autre État.

## Contenu
L'essai de Mill débute avec une discussion de la place de l'Angleterre dans le monde, et c'est dans la deuxième moitié de l'essai qu'il pèse le pour et le contre de la non-intervention :
« Il semble qu'il ne soit pas peu nécessaire de réexaminer l'ensemble de la doctrine de non-ingérence dans les affaires des nations étrangères, pour autant que l'on puisse dire qu'elle ait jamais été examinée en tant que véritable question morale. Nous avons entendu dernièrement quelque chose sur la volonté d'entrer en guerre pour une idée. Entrer en guerre pour une idée, si la guerre est une guerre d'agression et non une guerre défensive, est tout aussi criminel qu'entrer en guerre pour un territoire ou des revenus ; car il est aussi peu justifiable d'imposer nos idées à d'autres que de les contraindre à se soumettre à notre volonté dans tout autre domaine. Mais il y a assurément des cas où il est permis d'entrer en guerre, sans avoir nous-mêmes été attaqués, ou menacés d'une attaque ; et il est très important que les nations se décident à l'avance quant à savoir quels sont ces cas. (...) Supposer que les mêmes coutumes internationales et les mêmes règles de moralité internationale peuvent avoir cours entre deux nations civilisées et entre des nations civilisées et barbares, est une grave erreur... »
Ces considérations l'amènent notamment à justifier le colonialisme britannique en Inde. 
La fin de l'essai est dédiée plus spécialement aux guerres de libération :
« Lorsque la contestation vise seulement des gouvernants indigènes, disposant d'une force indigène qu'ils peuvent mobiliser pour leur défense, la réponse que je devrais donner quant à la légitimité de l'intervention est, en règle générale, « non ».  La raison en est qu'il peut rarement se trouver quelque chose approchant la certitude que l'intervention, même couronnée de succès, serait pour le bien du peuple lui-même. Le seul test ayant quelque valeur réelle pour déterminer si un peuple est devenu capable de se gouverner par des institutions populaires, est qu'ils, ou qu'une partie d'entre eux suffisamment grande pour vaincre consentent à braver la dureté de la tâche et le danger pour leur libération. Je sais tout ce que l'on peut dire, je sais que l'on peut avertir que les qualités des hommes libres ne peuvent s'apprendre à l'école de l'esclavage, et que si un peuple n'est pas en état de jouir de la liberté, pour obtenir une chance d'y parvenir, il doit commencer par être libre. Ceci nous amènerait à une conclusion favorable, si l'intervention recommandée leur donnait réellement la liberté. Mais là où le bât blesse c'est que s'ils n'ont pas assez d'amour de la liberté pour l'arracher à de simples opresseurs domestiques, alors la liberté qui leur est remise par d'autres mains que les leurs n'aura rien de réel, rien de permanent. Aucun peuple n'a jamais été et n'est jamais resté libre que parce qu'il était déterminé à l'être... »

## Réactions
Noam Chomsky se réfère à l'essai de Mill dans plusieurs de ses livres, dont Failed States: The Abuse of Power and the Assault on Democracy (Les États manqués, Fayard, 2007), Hegemony or Survival: America's Quest for Global Dominance (Dominer le monde ou sauver la planète ?, Fayard, 2004) et Peering into the Abyss of the Future (scruter l'abysse du futur, 2002). Chomsky écrit que même « les individus de la plus haute intelligence et intégrité morale succombent à la pathologie » de faire des exceptions aux normes humaines universelles.
L'historien libertarien Joseph R. Stromberg estime que les vues impérialistes de Mill sont incompatibles avec le libéralisme qu'on lui prête, puisque le maintien de l'empire britannique implique une répression gouvernementale.